# SMS Yorck
SMS Yorck − niemiecki krążownik pancerny (w nomenklaturze niemieckiej wielki krążownik − Großer Kreuzer) z pierwszych lat XX wieku, jeden z dwu okrętów typu Roon, nazwany na cześć Johanna Ludwiga Yorcka von Wartenburg, pruskiego feldmarszałka z okresu wojen napoleońskich. Wcielony do służby w Kaiserliche Marine w listopadzie 1905 roku, siedem lat później został odstawiony do rezerwy. Reaktywowany po wybuchu I wojny światowej, 4 listopada 1914 roku wszedł na skutek błędu nawigacyjnego na własne pole minowe na podejściu do Wilhelmshaven i zatonął z dużymi stratami wśród załogi.

## Zamówienie i budowa
„Yorck” został zamówiony w ramach tzw. drugiej ustawy o flocie (Flottengesetz) w hamburskiej stoczni koncernu Blohm & Voss (numer stoczniowy 167), jako druga i ostatnia jednostka typu Roon. Stępkę pod krążownik położono w lutym 1903 roku. Na czas budowy nadano mu, zwyczajem panującym w Kaiserliche Marine, prowizoryczną nazwę „Ersatz Deutschland”, jako następcy planowanej do wycofania z linii fregaty pancernej „Deutschland”. Zwodowany 14 maja 1904 roku, został nazwany na cześć pruskiego feldmarszałka Ludwiga Yorcka von Wartenburg, a ceremonii nadania imienia dokonała potomkini patrona hrabina Yorck. Całkowity koszt budowy okrętu wyniósł 16 241 000 ówczesnych marek. Budowę ukończono 3 marca, zaś do służby w cesarskiej flocie wszedł 21 listopada 1905 roku. Podczas uroczystości podniesienia bandery przemawiał między innymi feldmarszałek Wilhelm von Hahnke, były szef cesarskiego gabinetu wojennego.

## Opis konstrukcji
„Yorck” miał długość całkowitą 127,8 m (na konstrukcyjnej linii wodnej 127,3 m; między pionami 123 m), szerokość 20,23 m i zanurzenie projektowane 7,33 m (faktyczne przy pełnym obciążeniu 7,76 m na dziobie i 7,73 m na rufie). Wyporność normalna wynosiła 9533 tony, pełna 10 266 ton metrycznych.
Napęd okrętu stanowiły trzy stojące trzycylindrowe maszyny parowe potrójnego rozprężania o łącznej projektowanej mocy indykowanej 19 000 KM (faktycznej na próbach 20 031 KM), napędzające trzy śruby o średnicy 4,5 (środkowa) oraz 4,8 m (zewnętrzne). Parę do maszyn dostarczało 16 kotłów opalanych węglem, o maksymalnym ciśnieniu roboczym 15,5 at. Spaliny z kotłowni odprowadzane były przez cztery kominy. Projektowana prędkość maksymalna wynosiła 21 węzłów, na próbach uzyskano 21,43 węzła. Maksymalny zapas paliwa: 1570 ton, pozwalał osiągnąć zasięg 4200 mil morskich. Okręt posiadał pojedynczy ster. Energię elektryczną dla instalacji o napięciu 110 V dostarczały cztery turbogeneratory o łącznej mocy 260 kW.
Główne uzbrojenie krążownika składało się z czterech dział 21 cm SK L/40, umieszczonych w dwóch podwójnych wieżach artyleryjskich, na pokładach dziobowym i rufowym, oraz dziesięciu dział 15 cm SK L/40 zgrupowanych na dwóch pokładach bateryjnych śródokręcia, z dwoma jednodziałowymi wieżami na górnym i trzema działami w kazamatach na dolnym na każdej z burt. Artylerię uzupełniało 14 dział szybkostrzelnych 8,8 cm SK L/35 i cztery karabiny maszynowe kal. 8 mm na marsach. Ponadto okręt dysponował czterema wyrzutniami torped kal. 450 mm. Zapas amunicji wynosił 380 sztuk kal. 210 mm, 1600 sztuk kal. 150 mm, 2100 sztuk kal. 88 mm, 10 000 nabojów karabinowych oraz 11 torped. Załoga krążownika dysponowała również działem desantowym kal. 60 mm na lawecie kołowej i bronią ręczną dla oddziału desantowego: 297 karabinami i 80 pistoletami.
Opancerzenie krążowników wykonano w całości ze stali Kruppa. Jego głównym elementem był burtowy pas pancerny na linii wodnej o grubości maksymalnej 100 mm, chroniący najważniejsze mechanizmy okrętowe. Główny pokład pancerny miał grubość od 40 do 60 mm w części poziomej i od 40 do 50 mm na skosach łączących go z pasem burtowym. W rejonie kazamat dział kal. 150 mm pokład pancerny został pogrubiony do maksymalnie 100 mm. Wieże artylerii głównego kalibru miały pancerz grubości 100–150 mm w partiach pionowych i 30 mm na dachach. Dziobowa wieża dowodzenia była opancerzona płytami 150 mm na ścianach i 30 mm na dachu, rufowa odpowiednio 80 i 20 mm.
Załogę okrętu stanowiło etatowo 35 oficerów oraz 598 podoficerów i marynarzy. W przypadku pełnienia funkcji okrętu flagowego przewidziano możliwość dodatkowego zaokrętowania 13 oficerów i 62 marynarzy.

## Przebieg służby

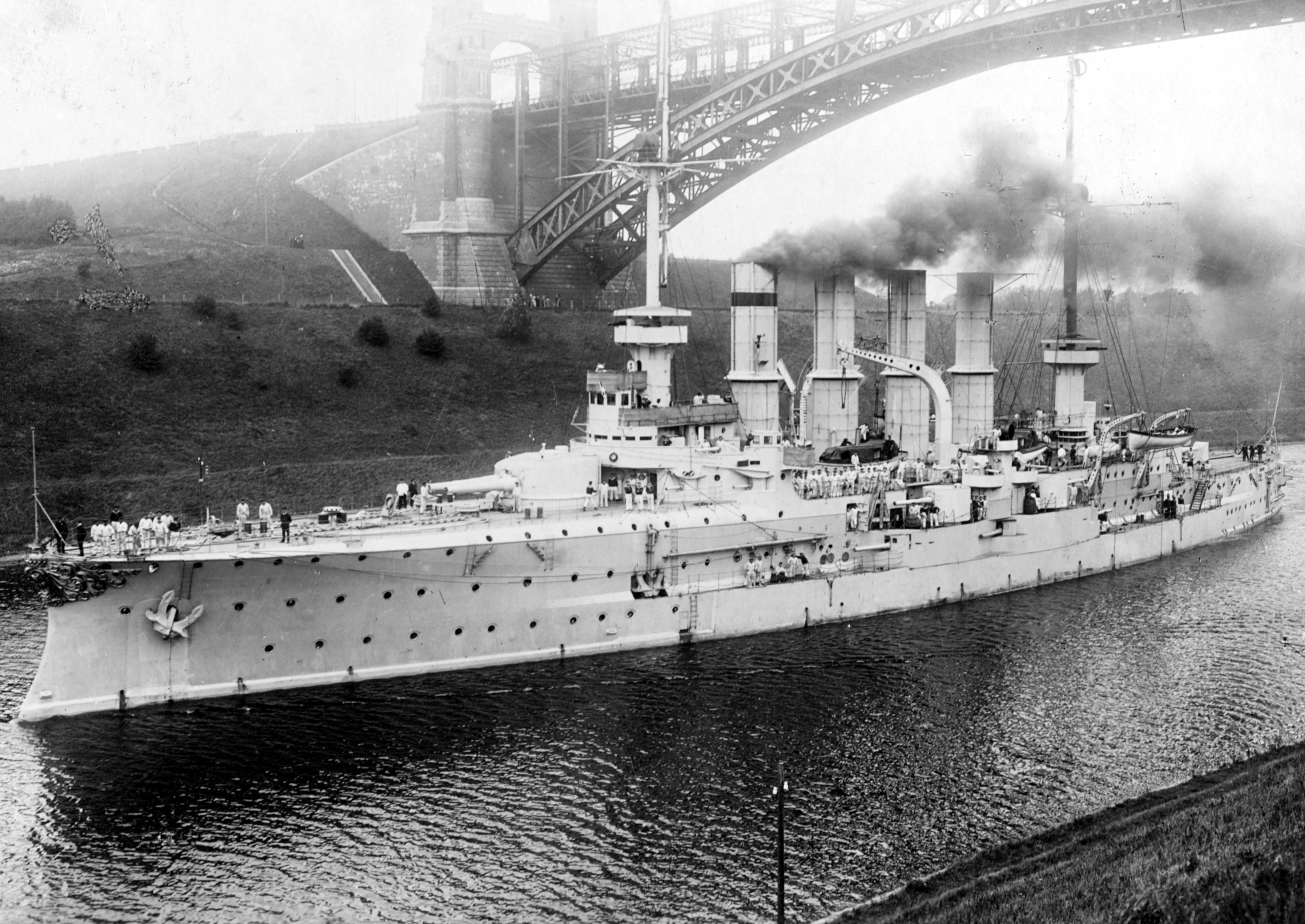
„SMS Yorck” około 1910 r.

Krążownik wszedł w skład 3. Grupy Rozpoznawczej (3. Aufklärungsgruppe) Hochseeflotte, służąc jako jej okręt flagowy. W latach 1911−1912 jego dowódcą był późniejszy admirał Franz von Hipper. Do ważniejszych wydarzeń podczas służby okrętu w okresie przed wybuchem I wojny światowej należała kolizja z torpedowcem S 178, do której doszło podczas manewrów na Morzu Północnym 4 marca 1913 roku. W jej wyniku S 178 zatonął wraz z 69 członkami załogi, jedynie 15 udało się uratować. Wkrótce potem, 21 maja 1913 roku, „Yorck” został odstawiony do rezerwy, a jego załoga przeznaczona do obsadzenia nowo zbudowanego krążownika liniowego „Seydlitz”. Ponownie wcielony do linii wkrótce po rozpoczęciu działań wojennych, 12 sierpnia 1914 roku, „Yorck” powrócił do 3. Grupy Rozpoznawczej. Sześć dni później został wysłany w rejon Zatoki Helgolandzkiej, na wiadomość o operujących tam lekkich jednostkach Royal Navy. Do starcia jednak nie doszło, Brytyjczycy wycofali się pomimo swej liczebnej przewagi.
W pierwszych dniach listopada 1914 roku okręt stacjonował w rejonie ujścia Jade, pozostając w gotowości bojowej dla udzielenia ewentualnego wsparcia siłom Hochseeflotte przeprowadzającym atak na Yarmouth. Powracający z akcji zespół admirała Hippera został 4 listopada zatrzymany na podejściach do kotwicowiska przez gęstą mgłę. Jednak pomimo niej „Yorck” został skierowany do Wilhelmshaven, gdzie miał być odstawiony do stoczni. Na skutek błędu nawigacyjnego okręt wypłynął poza przetrałowany bezpieczny tor wodny i wszedł na własne pole minowe. Po eksplozji dwóch min przewrócił się do góry stępką i zatonął ze znacznymi stratami wśród załogi. Zginęło 336 oficerów i marynarzy (inne źródła podają liczby 235 zabitych, 330 zabitych spośród 712 marynarzy, bądź 127 uratowanych spośród 629 obecnych na pokładzie).
Wrak krążownika pocięto i w większości wydobyto w latach 1929–1930. Pozostałości usunięto z dna dopiero po zakończeniu II wojny światowej, w 1965 i 1982 roku. Niewielkie resztki okrętu wciąż tkwią w grubej warstwie namułu pokrywającego dno morskie w okolicach Wilhelmshaven.